# 트리아농 조약
트리아농 조약(영어: Treaty of Trianon, 헝가리어: Trianoni békeszerződés 트리아농 평화조약)은 1920년 6월 4일 헝가리와 연합국 사이에서 맺어진 헝가리의 국경을 확정하는 조약이다. 이 조약으로 오스트리아-헝가리 제국은 해체되었고 특히 헝가리는 제1차 세계 대전의 영토 중 72%를 상실하여 국토 면적이 325,111제곱킬로미터에서 93,073제곱킬로미터로 줄어들었고, 인구의 64%를 상실하여 2090만명에서 760만명이 되었다. 헝가리인 중 31%(1070만 명 중 330만명)는 전후 새로 정해진 헝가리 국경 외부에서 살게 되었다. 헝가리는 10대 대도시 중 5곳을 잃었으며, 해상 접근권과 천연 자원 접근권을 잃었다. 군대 규모도 육군 35000명으로 축소되었으며, 해군은 해체되었다.
이 조약으로 영토를 얻은 주요 국가는 루마니아 왕국, 체코슬로바키아 제1공화국, 유고슬라비아 왕국이었다. 헝가리는 이후 인접 국가에 전쟁 배상금을 물어야 했다. 헝가리는 국내의 반대에도 불구하고 1920년 6월 4일 프랑스 베르사유에 있는 그랑 트리아농 궁에서 조약을 체결하였다. 헝가리는 이후 1938-1940년 나치 독일 하에서 빈 중재를 통해 과거 영토 일부를 회복하였으나, 1947년 파리 조약으로 이 때 획득한 영토를 잃는다.
이 조약은 국제 연맹 조약집에 1921년 8월 24일에 등록되었다.

## 헝가리의 새 국경

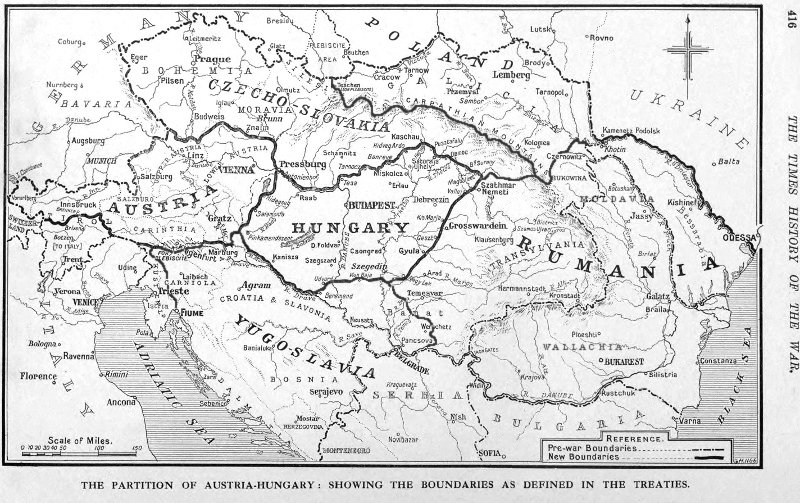
트리아농 및 생 제르맹 조약에서 결정한 오스트리아-헝가리의 초기 국경.

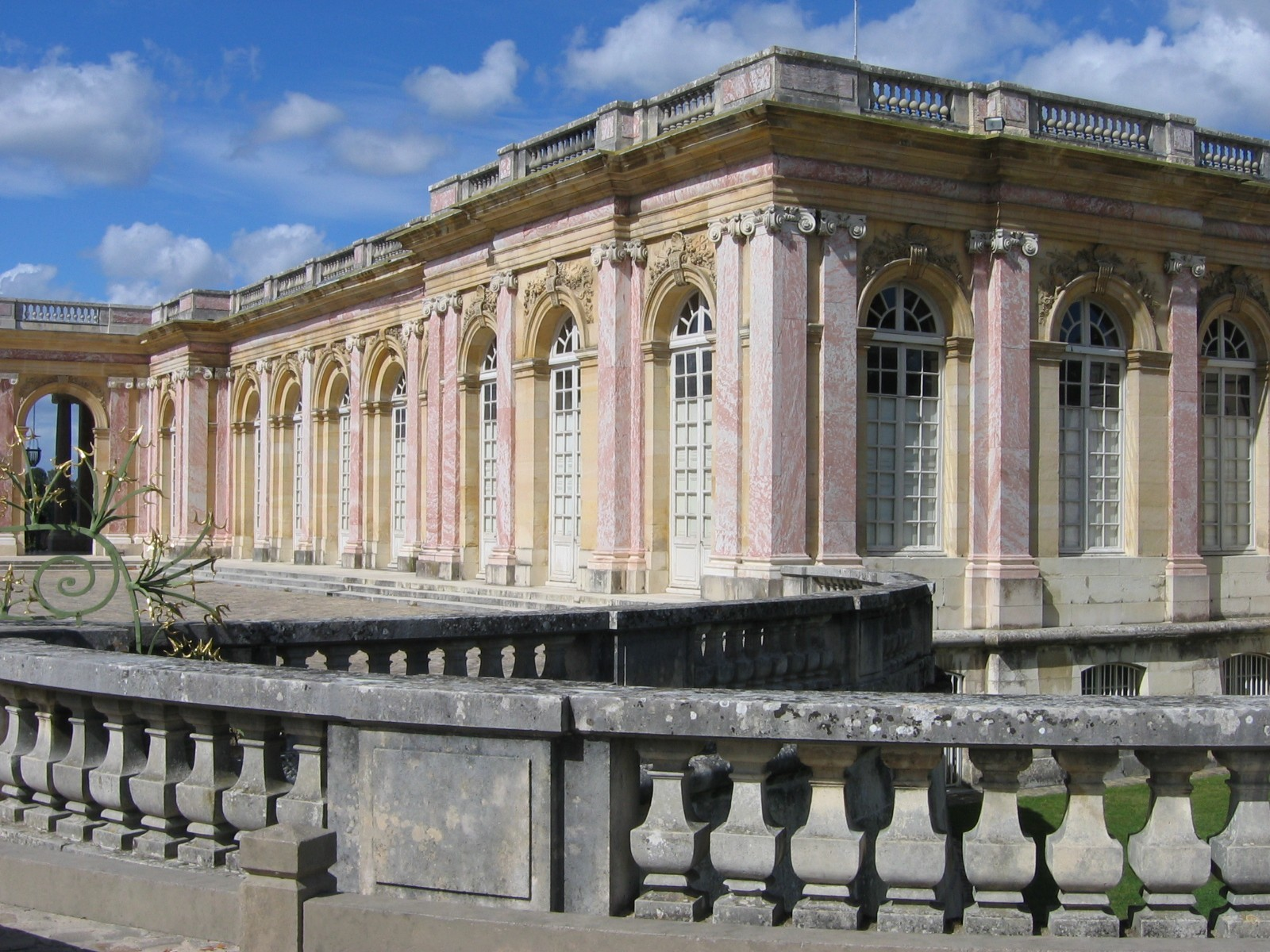
베르사유의 그랑 트리아농 궁에서 조약에 서명하였다.

헝가리 정부는 오스트리아와 맺은 연맹을 1918년 10월 31일 종료하여, 오스트리아-헝가리를 해체하였다. 독립 헝가리의 사실상 임시 국경은 1918년 11/12월 휴전선 주변으로 정해졌다. 과거 헝가리 왕국의 국경과 비교하였을 때 다음 영토가 제외되었다. : 1918년 10월 29일, 트란슬라이타니아(Transleithania) 지역의 자치 왕국인 크로아티아-슬라보니아 왕국은 헝가리 왕국과의 동맹을 종료하였으며, 10월 30일 헝가리 의회는 두 국가 사이의 헌법 관계가 종료되었음을 선언하였다. 그 후, 1918년 10월 1일 크로아티아는 과거 오스트리아-헝가리에 있었던 나라와 함께 슬로베니아인 크로아티아인 세르비아인국을 결성하였으며, 12월 1일 세르비아 왕국과 연맹을 맺어 유고슬라비아 왕국이 되었다. 1918년 11월 13일 베오그라드에서 맺은 정전 협정에 따라 무레시 강 남쪽과 소메시 강 동쪽의 트란실바니아 지역은 루마니아령이 되었다. 1918년 12월 1일 트란실바니아의 루마니아인 의회는 이 지역을 루마니아 왕국에 합병하였다. 같은 협정에서 과거 헝가리의 버러녀, 바츠-보드로그, 토론탈, 테메시, 크러쇼-쇠레니 주의 지배권을 상실하였다. 이 지역의 세르비아인, 크로아티아인, 부녜브인, 슬로바키아인, 루신인 및 바나트, 바차, 바라냐인의 의회는 1918년 11월 25일 세르비아 왕국과 연맹을 결성하였다. 휴전선은 조약 이전까지 임시 국경선이었다. 1918년 12월 1일 바나트의 루마니아인 의회는 루마니아 왕국과의 연맹을 결성하였다. 고지 헝가리는 슬로바키아에 편입되어 체코슬로바키아의 일부가 되었다. 이후 슬로바키아 정치인 밀란 호자(Milan Hodža)는 헝가리 국방부 장관 얼베르트 버르터(Albert Bartha)와 임시 휴전선을 정하면서 슬로바키아-헝가리 언어 경계를 고려하지 않았으며, 새 체코슬로바키아에 90만 명의 헝가리인을 남겼다. 1918년 12월 6일 체결되었다. 리예카는 이탈리아 군이 점령하였다. 이는 이탈리아 왕국과 유고슬라비아 왕국 사이의 분쟁으로 진화하였다. 크로아티아 군이 헝가리 군에 승리를 거둔 이후, 이 지역은 1919년 1월 9일 대의회에서 헝가리와 분리 및 유고슬라비아 왕국 편입을 결정하였다.
루마니아 군이 휴전선을 넘어 행군한 이후, 삼국 협상에서는 헝가리에게 티서강을 따라 설정된 새 국경을 인정하라고 하였다. 이를 인정할 수 없었던 헝가리 민주공화국의 지도자들은 사임하였고 공산주의자들이 권력을 차지하였다. 연합군이 국가를 봉쇄하고 있었음에도 불구하고 헝가리 평의회 공화국이 설립되었으며, 헝가리의 붉은 군대가 설치되었다. 이탈리아 군은 헝가리 평의회 공화국의 위성 국가 슬로바키아 평의회 공화국에 식량과 무기를 지원하여 체코슬로바키아 의용군과의 초반 전투에서 우세를 거두었으며, 이 때문에 헝가리는 과거 갈리치아와의 국경선까지 진격할 수 없어서 체코슬로바키아와 루마니아 군을 분리시켰다.
헝가리와 체코슬로바키아가 1919년 7월 1일 정전 협정을 체결하면서 헝가리의 붉은 군대는 7월 4일 고지 헝가리에서 철군하였다. 삼국 협상에 의하여 헝가리를 베르사유 평화 회담에 초대하였으나, 실제 초대는 이루어지지 않았다. 헝가리 평의회 공화국의 지도자 벨러 쿤은 헝가리의 붉은 군대를 루마니아 쪽으로 돌려 1919년 7월 20일 티서강을 공격하였다. 5일간의 격렬한 전투 이후 헝가리 군은 붕괴하였다. 루마니아 왕국군은 1919년 8월 4일 부다페스트로 행진하였다.
삼국 협상의 결과로 헝가리 국가는 복원되었으며, 호르티 미클로시 제독이 1919년 11월에 집권하였다. 1919년 12월 1일 헝가리는 베르사유 평화 회담에 초대되었으나, 헝가리의 새로운 국경은 헝가리인을 배제한 채로 확정되었다. 이전 협상에서 헝가리는 오스트리아와 함께 미국이 제안한 민족 자결주의를 지지하였으며, 분쟁 지역의 주민들은 어느 나라에 남을지 자유롭게 결정할 수 있어야 한다고 주장하였다. 프랑스와 영국이 인정하지 않아서 이러한 관점은 오랫동안 지지를 받지 못했다. 연합군은 새로운 국경선을 결정할 때 해당 지역의 역사, 문화, 인종, 지리, 경제, 전략적인 면을 거의 고려하지 않았다. 이 조약으로 이득을 보는 국가들은 이런 문제를 제기하였으나, 헝가리에서는 자국에 유리하게 문제를 이끌어 가려고 하였다. 해당 국가의 입장은 연합국에서 고려되지 않았다. 그 결과 새로운 국경선으로 생긴 문제로 인하여 지역이 불안정해졌고 제2차 세계 대전의 원인이 되었다.
200만 명 이상의 헝가리인의 거주 지구는 새 국경선을 기준으로 바깥쪽 20-50km에 있었다. 중심 거주 지구는 체코슬로바키아(고지 헝가리), 세르비아(보이보디나 자치주), 루마니아(트란실바니아)로 넘어갔다.
트리아농 조약으로 확정된 헝가리의 새 국경은 1920년 6월 4일 발효되었다. 이전에 제외된 영토에서 추가로 제외된 영토는 다음과 같다.
- 트란실바니아 지역 이 지역과 과거 동부 헝가리는 루마니아에 포함되었다.
- 카르파티아 루테니아 지역은 체코슬로바키아에 포함되었다. 1919년 생 제르맹 조약에서 언급되었다.
- 부르겐란트 지역은 오스트리아의 일부에 포함되었다. 역시 생 제르맹 조약에서 언급되었다. 1921년 12월 주민 투표에서 쇼프론 지구는 헝가리에 남았다.
- 메지무레 및 슬로베니아 크라이나 지역의 2/3은 유고슬라비아 왕국의 일부가 되었다.

트리아농 조약에 의해서 1918년 11월 이후 유고슬라비아 관리 하에 있었던 페치, 모하치, 버여, 시게트바르 시는 헝가리에 반환되었다. 1920년 중재 위원회는 과거 헝가리 왕국의 아르버 및 세페시 주의 폴란드인이 다수인 북부 지역의 일부를 폴란드에 할당하였다. 1918년 이후 헝가리는 해안 접근권을 잃었다. 이전에는 리예카의 해안선을 통한 직접 접근 및 크로아티아-슬라보니아를 통한 간접 접근이 가능하였다.
나치 독일과 이탈리아 왕국의 도움으로 헝가리는 제2차 세계 대전 동안 과거 잃은 영토의 일부를 복구하였으나, 이후 파리 평화 협상으로 상실하였다.

## 영향

### 인구

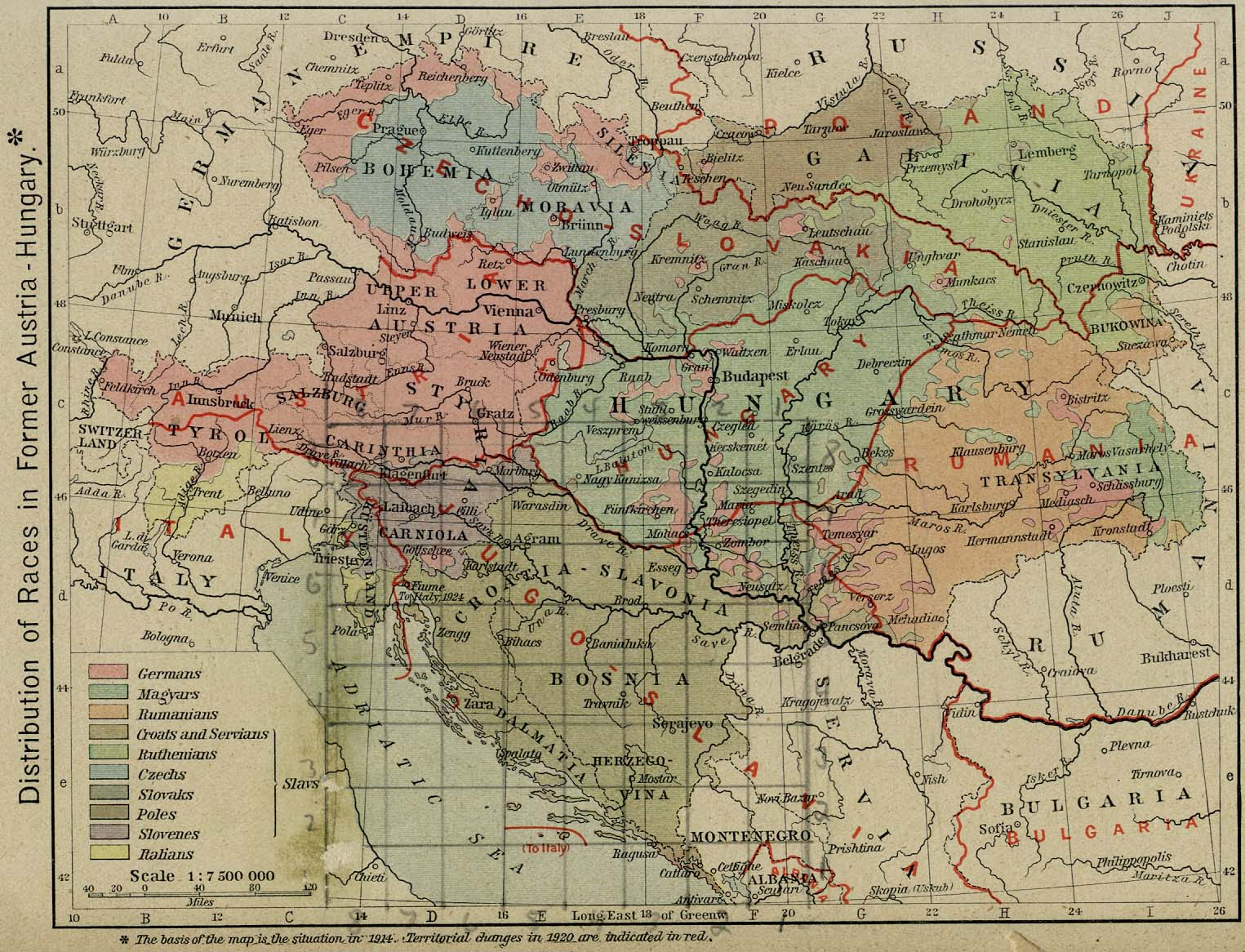
트리아농 조약 전후 국경 변화. 1910년 인구 조사를 기반으로 한다.

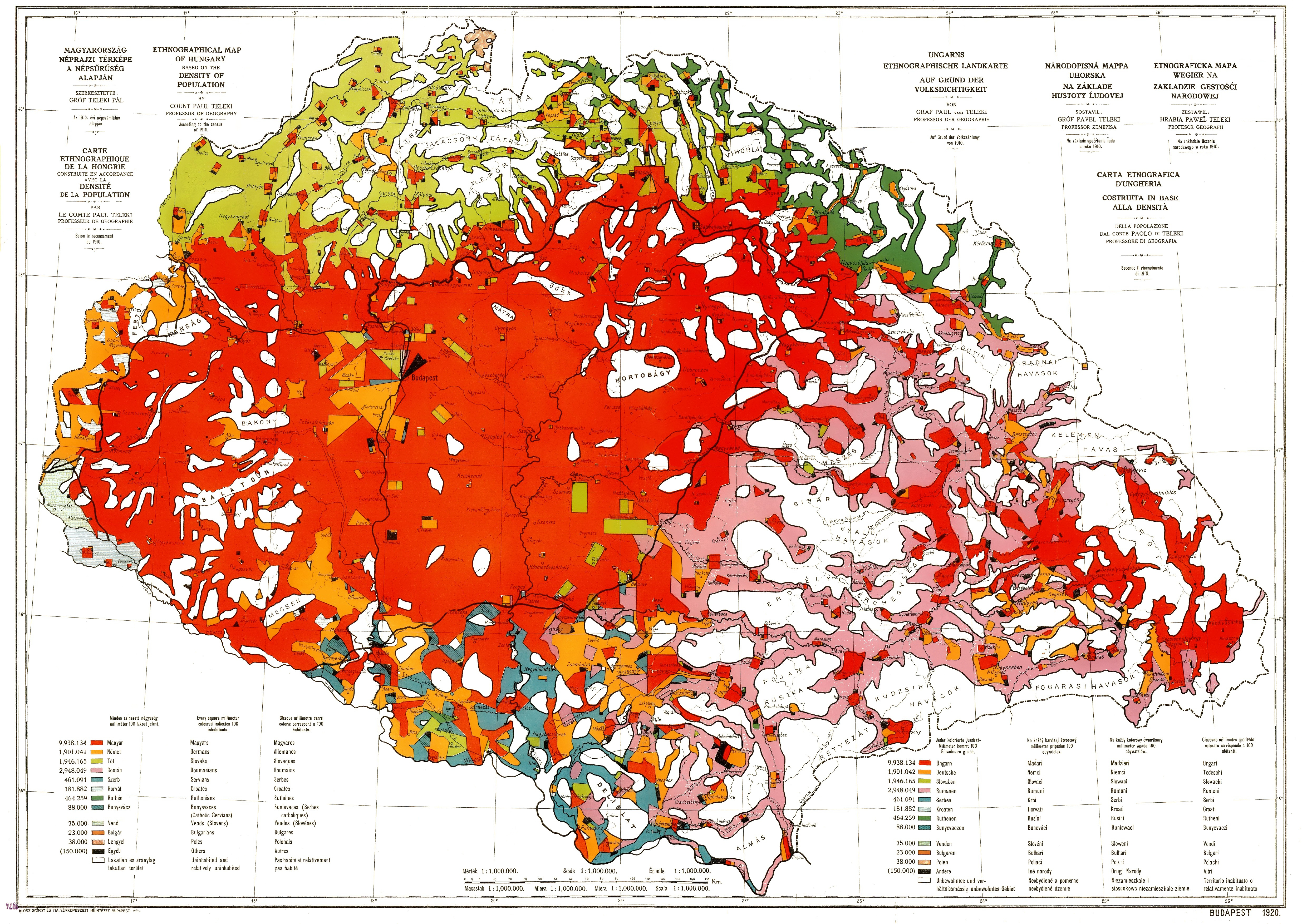
붉은 지도. 헝가리에서 조사한 헝가리 영토 내 인종 분포도. 인구 밀도가 제곱킬로미터당 20명 이하인 지역은 비워 두었고 그 지역의 인구는 인구 밀도가 이 선을 넘는 지역에 합쳐졌다. 범례:
헝가리인
독일인
슬로바키아인
루신인
루마니아인
크로아티아인
인구 밀도가 최저 기준 이하

1910년 인구 조사에 의하면 헝가리 왕국의 최대 구성 인종은 헝가리인으로, 전체 인구의 48%(크로아티아 등 자치령 제외 시 54%)를 차지하였다. 일부 인구학자들은 1910년의 인구 조사는 헝가리인의 인구 증가율을 고려하고 19세기 말에 진행된 헝가리화로 인하여 다른 국적의 인구가 줄어들었기 때문에 헝가리인의 비율이 과장되어 있다고 하였다. 또한 헝가리 왕국 당시의 인구 조사와 새 국가의 인구 조사 결과가 다르다고 지적하였다. 이 인구 조사는 응답자들의 인종 대신 언어(모국어)와 종교를 조사하였기 때문에 인종 분포로 알려진 것은 언어 분포에 가까우며, 이는 인종 분포와는 차이가 있다.
과거 헝가리 왕국 영토 중 이 조약으로 상실한 인구는 전체적으로 보았을 때 헝가리인 이외 인구가 많이 살았으나, 헝가리인 주요 지구 및 헝가리계 소수 인구가 포함되어 있었다. 조약 이후 이 지역의 헝가리인 수는 줄어들었다. 이 과정의 주된 이유는 독립 이후 국가의 지속적인 동화 과정 때문이었다. 제2차 세계 대전 이후 체코슬로바키아 정부는 추방 정책을 통해서 약 260만 명의 독일계 및 헝가리계 체코슬로바키아 시민을 본국으로 추방하였다.

#### 헝가리 왕국의 헝가리인 분포
1910년 조사 결과 여러 지역의 헝가리인 인구 분포이다. 현재 소속 국가는 별도로 표기하였다.
- 고지 헝가리 (현 슬로바키아): 885,000 - 30%
- 트란실바니아 (현 루마니아): 1,662,948 - 31.6%
- 보이보디나 (현 세르비아): 420,000 - 28%
- 트란스카르파티아 (현 우크라이나): 183,000 - 30%
- 크로아티아: 121,000 - 3.5%
- 슬로베니아 크라이나(현 슬로베니아): 14,065 - 15%
- 부르겐란트 (현 오스트리아): 26,200 - 9%

#### 헝가리 왕국의 비 헝가리인 분포
위에 언급된 지역의 주요 인종인 슬로바키아인, 루마니아인, 루테니아인, 세르비아인, 크로아티아인, 독일인의 분포는 1910년 조사에 따르면 다음과 같다.
- 고지 헝가리 (슬로바키아): 슬로바키아인 1,687,977명 및 기타 1,233,454명 (헝가리인 886,044명, 나머지 독일인, 루테니아인, 로마인) [1921년 조사에 의하면 슬로바키아인 1,941,942명 및 기타 1,058,928명]
- 카르파티아 루테니아 (체코슬로바키아): 루테니아인 330,010명 및 기타 275,932명 (대부분 헝가리인, 독일인, 루마니아인, 슬로바키아인)
- 트란실바니아 (루마니아): 루마니아인 2,831,222명(53.8%) 및 기타 2,431,273명 (헝가리인 1,662,948명(31.6%) 및 독일인 563,087명(10.7%)) 1919년 및 1920년 트란실바니아 인구 조사는 루마니아인의 인구 비율이 증가하였고(57.1%/57.3%) 헝가리인의 인구 비율이 감소하였다.(26.5%/25.5%)[29]
- 보이보디나 및 크로아티아-세르비아 (유고슬라비아): 크로아티아/세르비아인 2,756,000명 및 기타 1,366,000명 (대부분 헝가리인, 독일인)
- 슬로베니아 크라이나: 슬로베니아인 74,199명(80%), 헝가리인 14,065명(15.2%), 독일인 2,540명(2.7%)
- 부르겐란트: 독일인 217,072명 및 기타 69,858명 (대부분 크로아티아인 및 헝가리인)

#### 트리아농 조약 이후 헝가리의 소수 인종
새 헝가리의 소수 인종 분포는 유지되었다. 1920년 조사 결과 10.4%는 다음 소수 언어를 모국어로 응답하였다.
- 독일어 551,212명 (6.9%)
- 슬로바키아어 141,882명 (1.8%)
- 루마니아어 23,760명 (0.3%)
- 크로아티아어 36,858명 (0.5%)
- 부녜바치 및 쇼카치어 23,228명 (0.3%)
- 세르비아어 17,131명 (0.2%)
- 슬로베니아어 7,000명 (0.08%)

이중 언어 사용자 수는 더 많았다. 독일어 화자 수는 1,398,729명(17%), 슬로바키아어 화자 수는 399,176명(5%), 크로아티아어 화자 수는 179,928명(2.2%), 루마니아어 화자 수는 88,828명(1.1%)이었다. 헝가리어는 인구 96%가 이해하였으며, 인구 89%가 모국어로 사용하였다.
이후 비 헝가리인 비율과 수는 지속적으로 감소하였으나, 헝가리의 총 인구는 증가하였다. 이중 언어 사용 역시 줄어들었다. 이 과정의 주된 이유는 동화 및 국가의 헝가리화 정책이었다. 1930년 소수 인구는 8%, 1941년 소수 인구는 7%(트리아농 조약 이후 영토 포함)이었다.
제2차 세계 대전 이후 독일인 20만 명은 포츠담 회담 결과에 따라 독일로 추방되었다. 체코슬로바키아와 헝가리 간의 인구 교환이 일어난 이후 슬로바키아인 73,000명이 헝가리를 떠났다. 이러한 인구 이동 이후 헝가리는 20세기 후반 로마인을 제외하면 인종적으로 단일한 국가가 되었다.

### 정치적 변화

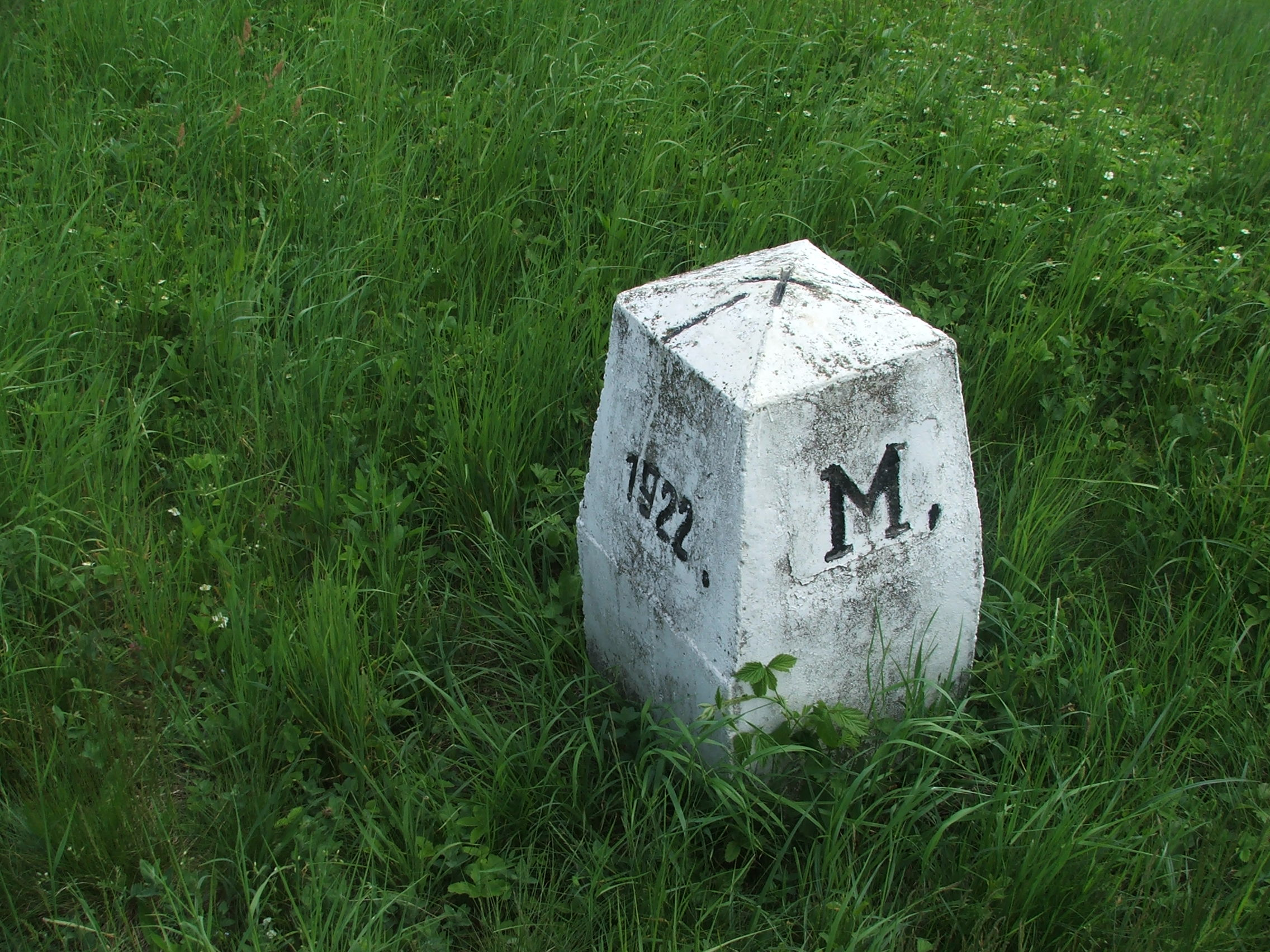
새 헝가리-루마니아 국경 표지

공식적으로 이 조약은 과거 여러 민족이 섞여 있는 오스트리아-헝가리 제국의 해체를 선언하고, 민족자결주의에 따른 새로운 민족 국가의 설립을 확인하는 조약이었다. 조약은 여러 민족 문제를 다루었고, 새로운 민족 문제를 가져왔다. 헝가리 왕국의 여러 민족들은 새 민족 국가를 만들거나 과거 국가에 합류하였으며, 이 과정에서 헝가리인 인구의 1/3 정도가 헝가리 국경 외부에 살게 되었다. 헝가리 국경 외부에도 헝가리인 대규모 정착지가 생겼기 때문에 정착지의 새 지배 국가 내에서도 처리 문제가 자주 생겼다. 헝가리인 인구가 많은 지역은 동부 트란실바니아, 새 루마니아-헝가리 국경(아라드, 오라데아 등 도시 포함), 새 체코슬로바키아 국경 북부(코마롬 등), 남부 저지 카르파티아 및 북부 보이보디나 등이다.
연합군 측은 쇼프론을 제외한 분쟁 지역에서 주민 투표를 거부하였다. 또한 새로운 오스트리아와 헝가리 간 국경선을 놓고도 의견이 나뉘었다. 루마니아계가 주류(1910년 53.8%, 1919년 57.1%, 1920년 57.3%)를 이루고 있고 인종 분포가 다양한 트란실바니아 지역은 평화 협상 당시 한 지역으로 취급받았고 전부 루마니아에 편입되었다. 민족 분포에 따른 분할은 거부되었다.

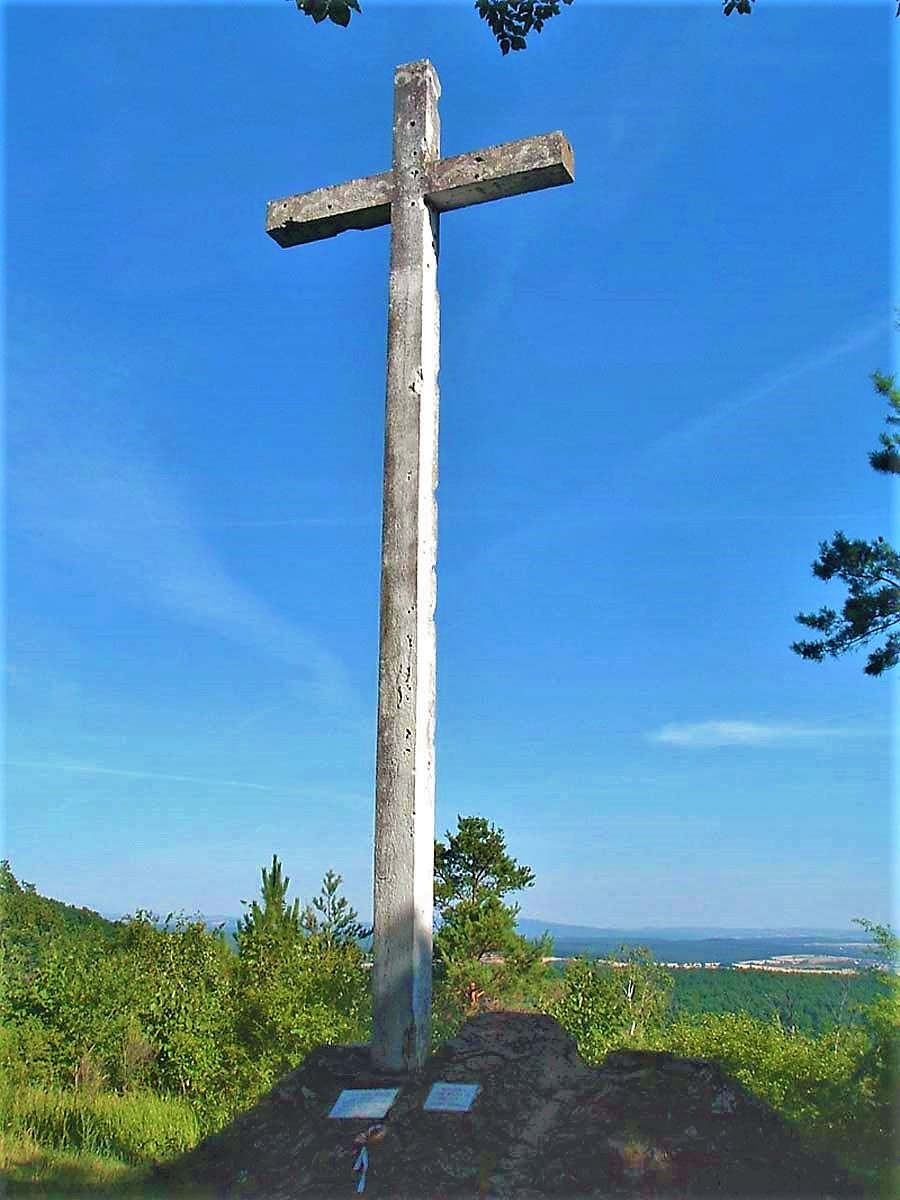
잃은 영토를 가리키는 트리아농 십자가

연합군이 오스트리아-헝가리를 분할하려고 했던 또 다른 이유는 당시 중앙 유럽의 초강대국이었고, 독일을 지지하였으며 빠르게 개발되고 있었기 때문에 이 지역과 독일의 연관 관계를 끊으려는 목적도 있었다. 서방 연합군의 주 목적은 독일 제국의 부활을 막는 것이었고, 이 지역의 주요 동맹국인 오스트리아와 헝가리의 세력을 약하게 하기 위해서 오스트리아나 헝가리보다 큰 나라로 둘러싸는 것이다.
합스부르크 치하 헝가리 왕국과는 달리, 트리아농 조약 이후 헝가리는 이전 인구의 60%를 상실하였고 경제적, 정치적 산출물도 줄어들었다. 헝가리의 철도 및 도로망은 수도로 향하는 단일 형태로 이루어져 있으며, 국경 주변에서 단절되어서 군사적 및 경제적 기반 시설을 잃어버렸다. 또한 분할된 지역에 의존하고 있었던 경제 구조도 붕괴되었다. 지중해 접근권을 잃어버려서 내륙국이 되었으며, 해양 무역과 해군 작전이 불가능해졌다. 과거 국경을 따르던 교역로도 폐쇄되었다.

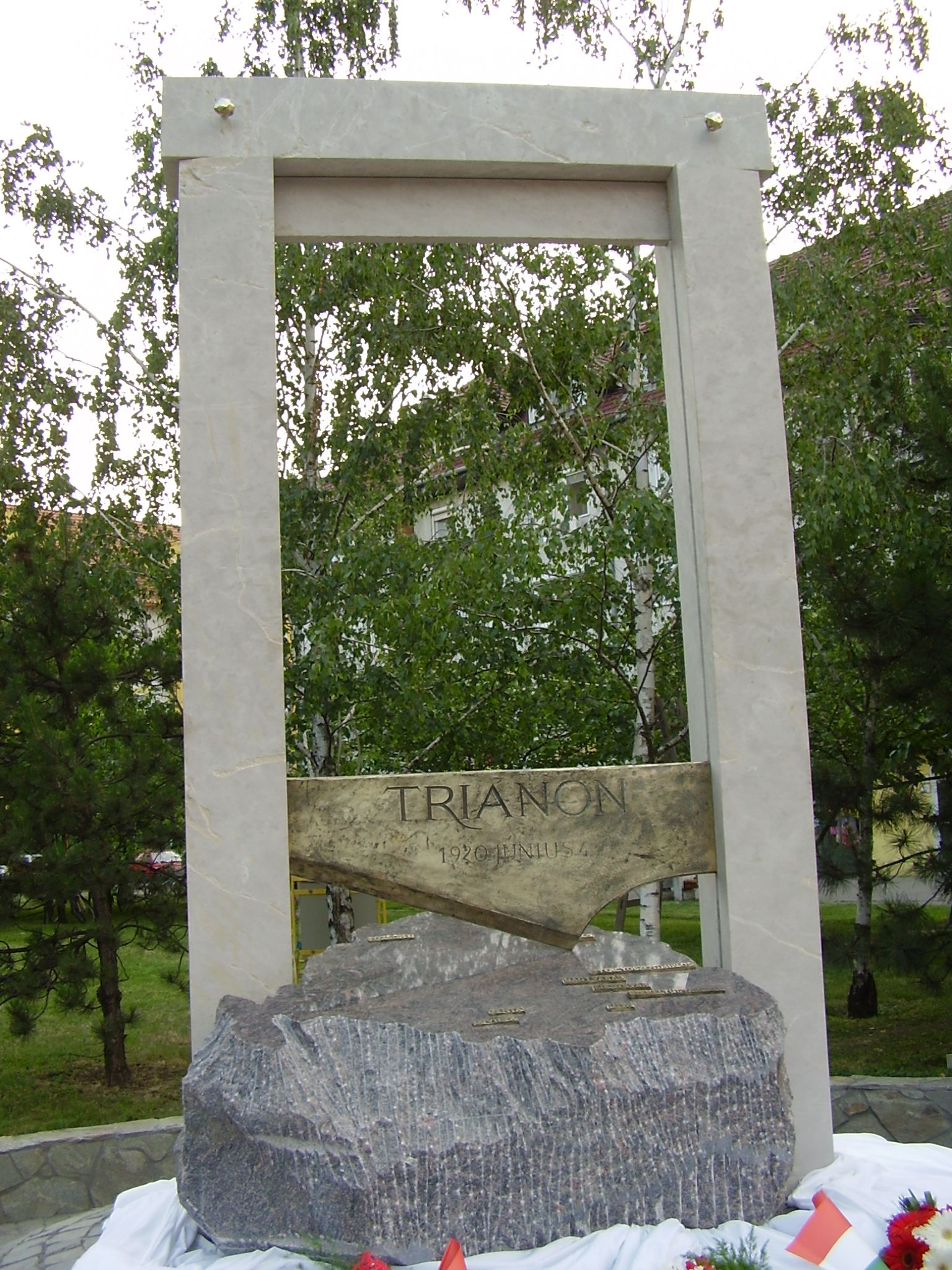
트리아농 기념비

연합군이 프랑스에 도착하였을 때 조약은 이미 체결되었다. 여러 국가에서는 분쟁 지역에 헝가리인이 주둔하는 것을 여러 시각으로 바라보았다. 헝가리인에게 이 영토는 식민 영토가 아닌 국토의 일부였다. 서방 세력과 비 헝가리인들은 헝가리인을 식민 지배자로 보았고, 공공 및 교육에서 헝가리어 사용이 강제된 1848년부터 슬라브인과 루마니아인을 압박하였다고 간주하였다. 카르파티아 분지에 살고 있는 비 헝가리인들은 국토 분리보다는 탈식민지화로 간주하였다. 헝가리인들은 경계선이 인종적으로 올바르지 않으며, 헝가리계가 다수인 지역이 새 국경 밖에 있다고 하였다. 프랑스는 루마니아와 입장을 같이하였다. 미국의 윌슨 대통령은 더 정확한 인종 분포를 포함하는 하버드 대학교 교수 A. C. 쿨리지의 쿨리지 보고서에 따른 안을 제시하였으나, 다른 연맹국의 입장과 국제 정세 변화로 인하여 포기하였다.
헝가리인들은 경제적 및 전략적 목적으로 영토를 유지하기 원했으며, 소수 민족에게 자치권을 줄 준비가 되어 있다고 생각했기 때문에 영토 분할과 인구 분할을 반가워하지 않았다. 대부분 헝가리인들은 국가의 자존심을 훼손하는 것으로 생각하였다. 당시 헝가리인들의 조약에 대한 생각은 Nem, nem, soha!("절대, 절대 반대!") 및 Mindent vissza!("모두 반환하라!")와 같은 문구에 담겨 있다. 조약이 가져온 국가 모독은 전후 시기 헝가리 정치의 주요 쟁점이 되었고, 이는 독일의 베르사유 조약에 관한 반응과 비슷하였다. 현재 헝가리에서 트리아농 조약에 관한 기억은 일종의 상처로 여겨진다. 모든 헝가리 국기는 1938년까지 조기로 계양되었고, 뮌헨 회담에서 헝가리인 인구가 84%를 차지하는 남부 슬로바키아를 회복하였을 때 1/3만큼 올라갔다. 헝가리의 전후 기간 동안 취했던 정책은 수정주의적 외교에 영향을 끼쳤을 뿐만 아니라 냉전 이후 지역 갈등의 원인이 되었다.

### 경제적 여파

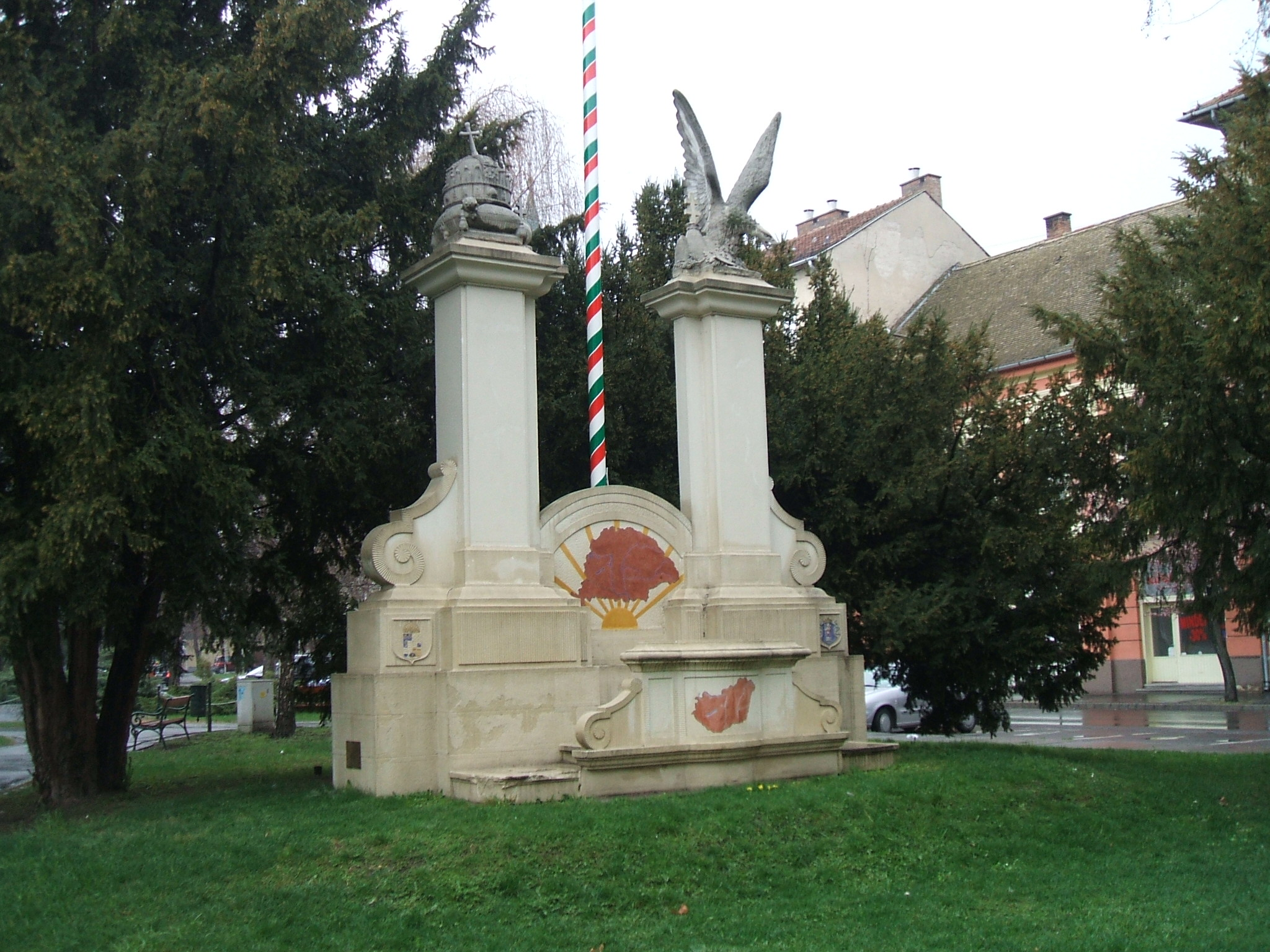
트리아농 기념비

오스트리아-헝가리 제국은 황금기에 자급 자족이 가능한 국가였으며, 20세기 초반 GNP가 1.76% 성장하는 등 경제 성장이 빨랐다. 이러한 성장률은 다른 유럽 국가와 비교해도 높았다. 당시 영국은 1.00%, 프랑스는 1.06%, 독일은 1.51%였다. 국내 전반적으로 노동이 분화되어 있었다. 오스트리아 제국은 제조업이 발달하였고, 헝가리 왕국은 농업과 산업이 발달하였다. 19세기 후반부의 동부 지역 경제 성장률은 서부 지역을 초월하여 차이가 점점 좁아졌다. 빠른 개발의 주요 원인은 각각 지역별 산업의 세분화였다.
오스트리아-헝가리 제국의 수출품 중 밀, 보리와 같은 농산물은 주로 헝가리에서 생산되었다. 비슷한 시기 보헤미아 지역(체코)은 산업의 75%를 차지하였다. 과거 제국의 여러 지역이 경제적으로 서로 의존하였음을 보여 준다. 더 확실한 점은, 트리아농 조약 이후 헝가리에서는 국내 수요보다 500% 더 많은 농산물이 생산되었으며, 부다페스트 인근 지역의 제분소는 당시 유럽 지역에서 최대 규모였으나, 트리아농 조약 이후 규모를 20% 정도로 축소하였다. 과거 제국 내의 경쟁력이 있었던 산업체들은 국제 무역 장벽으로 인하여 문을 닫았다.
트리아농 조약 이후 헝가리는 헝가리 왕국의 공업 및 인쇄업의 90%를 소유하게 되었으나, 철광석의 16%와 목재의 11%만을 유지하였다. 또한 트리아농 조약 이전 경작지의 61%, 도로의 74%, 운하의 65%, 철도의 62%, 포장 도로의 64%, 공장의 55%, 금융업의 67%가 인근 국가로 넘어갔다. 새 국경은 부다페스트를 중심으로 방사형으로 뻗어 나간 도로와 철도를 단절하였다. 방사형 노선을 연결하고 새 국경 이후로 운행하는 노선은 단절되었고, 새로운 국가의 철도 화물 영업은 거의 마비되었다.
이런 여러 측면이 합쳐져서 과거 제국의 일부였던 경제 지역간의 격차가 생겨났다.
쿨리지의 보고서에는 조약이 가져 올 치명적인 여파 중 하나로 경제적 공황을 언급하였다. 이 사실이 언급되었음에도 불구하고, 경제적 문제는 협상에서 언급되지 않았다. 그 결과로 조약에 영향을 받는 지역의 문제는 제2차 세계 대전의 원인 중 하나가 되었다. 오스트리아와 헝가리의 실업률은 위험 수위로 높았고, 산업 생산성은 65% 수준으로 감소하였다. 오스트리아의 산업이 붕괴한 것처럼, 헝가리의 농업 역시 밀 생산량이 70% 정도 감소하였다. 오스트리아는 제국의 여러 산업에 투자하고 있었고, 투자 규모는 22억 크로네 정도였다. 전쟁 이후에는 재산 가치가 860만 크로네로 폭락하였다.
다민족 국가가 해체되면서 주변 국가에 영향을 주었다. 폴란드, 루마니아, 유고슬라비아, 불가리아 등에서는 농업 노동자들이 일자리를 잃었고, 산업은 이들을 수용할만큼 발전하지 않았다. 1921년 체코슬로바키아는 승자 사이에서 위치를 잘 차지하여 전쟁 이전 산업 생산량의 75%를 회복하였다.
세관 장벽이 생기고 보호주의 경제가 발달하면서 이 지역의 전체적인 경제 성장과 외형은 감소하였고, 이후 장기 불황의 원인이 되었다. 새로운 국가에서 이전 경제를 새로운 형태로 변화시키는 작업은 힘든 일이었다. 과거 오스트리아-헝가리의 모든 주는 주간 무역을 통하여 성장과 복지를 누렸다. 조약 체결 5년 후에는 국가간 무역이 기존의 5% 이하로 추락하였다. 이는 지역 정치인들의 국가주의적 관점에서 기인한다.
경제 구조가 바뀌면서 독립 이후 나라들은 현재 상황을 재평가하고 부족한 산업을 발전시켜야 했다. 오스트리아와 체코슬로바키아는 제분소, 설탕 및 양조 산업을 보조하였다. 헝가리는 철, 강철, 유리, 화공업을 보조하였다. 제시한 목표는 모든 국가가 자급 자족 가능하게 만든다는 것이었다. 이러한 경향은 통제 경제로 유도되었고 역사가 긴 사업과 연구의 경쟁력이 약화되었다. 사업이 특화되지 않았기 때문에 모든 다뉴브-카르파티아 지역은 서방 세계에 비하여 산업 발전이 늦었고 재정적으로도 불안하였다.

### 기타 사건

조약 기념비

루마니아, 유고슬라비아, 체코슬로바키아는 과거 헝가리 왕국 영토를 수용하는 대가로 헝가리의 전쟁 배상금 일부를 지불해야 했다. 이는 독일에서 베르사유 조약이 끼친 영향과 비슷하다. 전쟁 이후 헝가리 해군, 공군, 육군이 해체되었으며, 군대 규모는 35000명으로 제한되었다. 징병제 역시 폐지되었다. 중화기, 탱크, 공군의 소유는 금지되었다. 당시 철도는 전략적 중요 자원 및 군사 자원으로 여겨졌기 때문에 헝가리 영토에 복선 이상 철도의 건설이 금지되었다.
헝가리는 과거 오스트리아-헝가리 제국의 유럽 이외 영토의 영유권을 포기하였다. 조약의 54-60조는 국경선 내부의 소수 민족 권리의 확보를 의무화하였다. 61조-66조는 헝가리 왕국의 국민 중 헝가리 국경 외부에 사는 국민은 1년 안으로 헝가리 국적을 잃어 버린다고 하였다.

## 같이 보기
- 빈 중재
- 베르사유 조약
- 헝가리 평의회 공화국

## 추가 문헌
- Dupcsik Csaba-Répárszky Ildikó (2006). Történelem IV középiskolások számára. Műszaki Kiadó (Wolters Kluwer csoport). ISBN 963-16-2945-7

### 헝가리 및 이후 국가에 끼친 영향
- Ernest A. Rockwell: Trianon Politics, 1994–1995, thesis, Central Missouri State University, 1995.

### 조약 이후 헝가리의 소수 민족
- József Kovacsics: Magyarország történeti demográfiája : Magyarország népessége a honfoglalástól 1949-ig, Budapest : Közgazd. és Jogi Kiadó ; 1963 Budapest Kossuth Ny.
- Lajos Thirring: Az 1869-1980. évi népszámlálások története és jellemzői [kész. a Központi Statisztikai Hivatal Népesedésstatisztikai Főosztályán], Bp. : SKV, 1983

### 조약 이후 국가와 관련된 사건
- Ernő Raffay: Magyar tragédia: Trianon 75 éve. Püski kiadó (1996)
- Vitéz Károly Kollányi: Kárpáti trilógia. Kráter Műhely Egyesület (2002)
- Macartney, Carlile Aylmer October Fifteenth - A History of Modern Hungary 1929-1945. Edinburgh University Press (1956)
- Juhász Gyula: Magyarország Külpolitikája 1919-1945. Kossuth Könyvkiado, Budapest (1969).
- General H.H. Bandholtz: "An Undiplomatic Diary". Columbia University (1933)